# Elisabeth von Brandenburg (1474–1507)

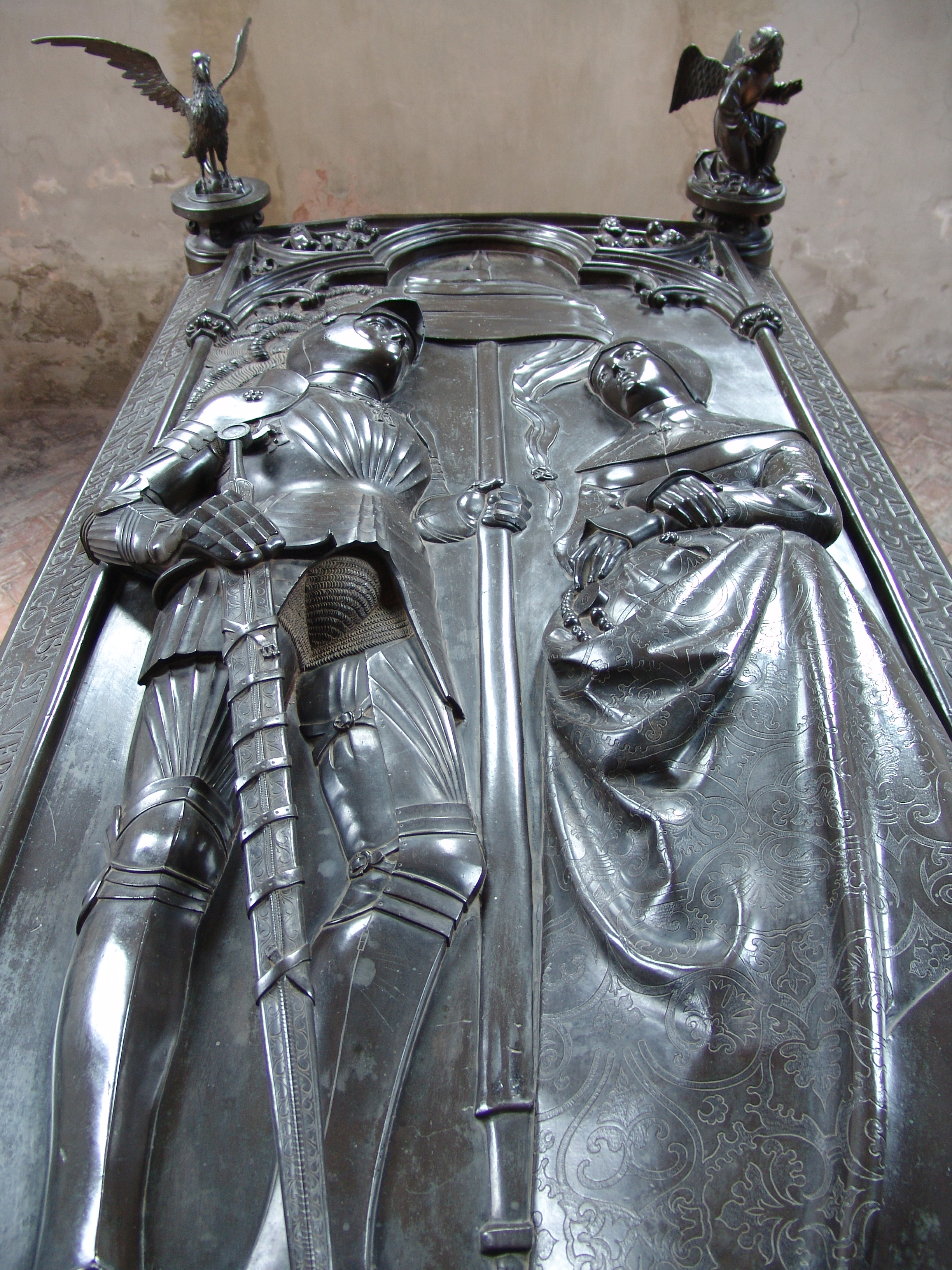
Grabplatte des Grafen Hermann und seiner Gemahlin Elisabeth von Brandenburg von Peter Vischer in der Stiftskirche zu Römhild

Elisabeth von Brandenburg (* 8. April 1474 in Ansbach; † 25. April 1507 in Römhild) war eine Prinzessin von Brandenburg und wurde durch Heirat Gräfin von Henneberg.

## Leben
Elisabeth war eine Tochter des brandenburgischen Kurfürsten Albrecht Achilles (1414–1486) aus dessen zweiter Ehe mit Anna (1436–1512), Tochter des Kurfürsten Friedrich II. von Sachsen. Über ihre Geburt berichtete ihr Vater an Graf Haugk zu Medenberg: „Auch lassen wir dich wissen, daß unser Gemahel am Karfreitag glücklich durch die Hülf Gottes entbunden ist, und hat uns bracht ein Tochter mit einem großen Maul, als wie die von Wirtemberg.“
Sie heiratete am 23. Oktober 1491 in Aschaffenburg Graf Hermann VIII. von Henneberg (1470–1535) aus der Linie Aschach-Römhild, nachdem sie bereits als Achtjährige mit ihm verlobt worden war.
Elisabeth ist in der Stiftskirche zu Römhild bestattet. Ihre bronzene kunsthistorisch wertvolle Grabplatte, auf der sie gemeinsam mit ihrem Mann dargestellt ist, wurde vom Nürnberger Bildhauer Peter Vischer und seinen Söhnen gegossen.

## Nachkommen
Aus ihrer Ehe hatte Elisabeth folgende Kinder:
- Georg III. (1492–1536), Graf von Henneberg
- Elisabeth, Nonne
- Berthold XVI. (1497–1549), Graf von Hennberg-Römhild

⚭ 1529 Gräfin Anna von Mansfeld († 1542)
- Friedrich III. († 1501)
- Albrecht (1499–1549), Graf von Henneberg-Schwarza

⚭ 1537 Gräfin Katharina von Stolberg (1514–1577)
- Apollonia (* 1501)

⚭ 1518 Graf Gottfried Werner von Zimmern (1484–1554)
- Anna, Nonne
- Otto V. († 1547), Domherr in Straßburg
- Margarete, Nonne